# Gustavia petiolata
Gustavia petiolata là một loài thực vật linhin thuộc họ Lecythidaceae.
Loài này chỉ có ở Colombia.